# Henderson County (Kentucky)
Das Henderson County ist ein County im US-amerikanischen Bundesstaat Kentucky. Im Jahr 2020 hatte das County 44.793 Einwohner und eine Bevölkerungsdichte von 49,3 Einwohnern pro Quadratkilometer. Der Verwaltungssitz (County Seat) ist Henderson.

## Geographie
Das County liegt im Westen von Kentucky, grenzt im Norden an Indiana, getrennt durch den Ohio River und hat eine Fläche von 1210 Quadratkilometern, wovon 70 Quadratkilometer Wasserfläche sind. An das Henderson County grenzen folgende Nachbarcountys:
| Posey County (Indiana) | Vanderburgh County (Indiana) | Warrick County (Indiana) |
| Union County           |                              | Daviess County           |
|                        | Webster County               | McLean County            |

## Geschichte
Das Henderson County wurde am 21. Dezember 1798 aus Teilen des Christian County gebildet. Benannt wurde es nach Colonel Richard Henderson, der auch das Land für den Bau des Ortes Henderson zur Verfügung stellte.

## Demografische Daten

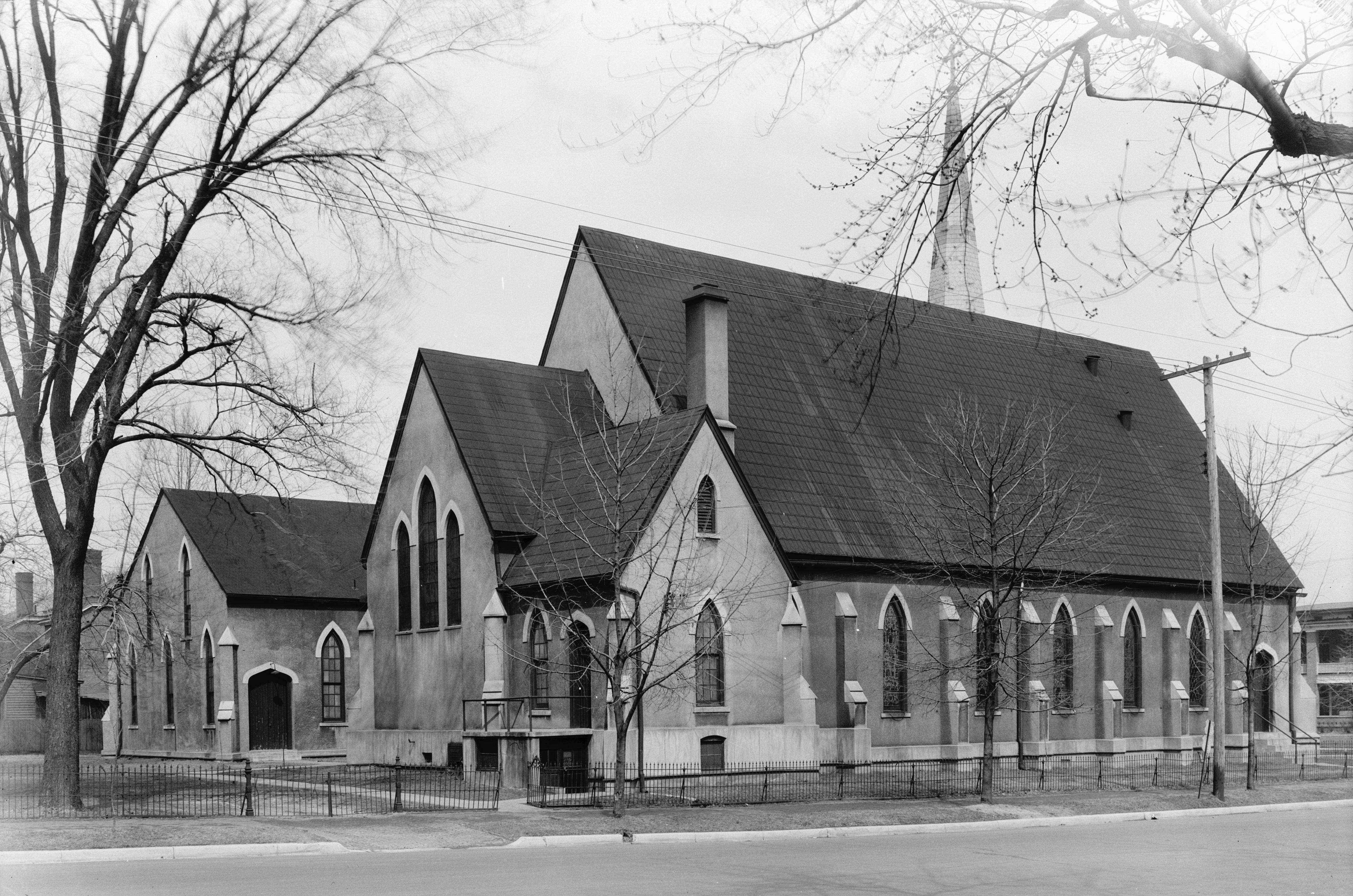
St. Paul’s Episcopal Church in Henderson

Nach der Volkszählung im Jahr 2010 lebten im Henderson County 46.250 Menschen in 18.499 Haushalten. Die Bevölkerungsdichte betrug 40,6 Einwohner pro Quadratkilometer. In den 18.499 Haushalten lebten statistisch je 2,43 Personen.
Ethnisch betrachtet setzte sich die Bevölkerung zusammen aus 89,7 Prozent Weißen, 8,0 Prozent Afroamerikanern, 0,3 Prozent amerikanischen Ureinwohnern, 0,5 Prozent Asiaten sowie aus anderen ethnischen Gruppen; 1,5 Prozent stammten von zwei oder mehr Ethnien ab. Unabhängig von der ethnischen Zugehörigkeit waren 1,9 Prozent der Bevölkerung spanischer oder lateinamerikanischer Abstammung.
23,4 Prozent der Bevölkerung waren unter 18 Jahre alt, 62,3 Prozent waren zwischen 18 und 64 und 14,3 Prozent waren 65 Jahre oder älter. 51,7 Prozent der Bevölkerung war weiblich.

Das jährliche Durchschnittseinkommen eines Haushalts lag bei 40.438 USD. Das Pro-Kopf-Einkommen betrug 22.192 USD. 14,4 Prozent der Einwohner lebten unterhalb der Armutsgrenze.

## Ortschaften im Henderson County
Citys
- Corydon
- Henderson
- Robards

Unincorporated Communities
| - Anthoston - Baskett - Beals - Bluff City - Cairo - Carlinburg - Coraville | - Dixie - Euterpe - Finley Addition - Geneva - Graham Hill - Hebbardsville - Jonesburg | - Niagara - Rankin - Reed - Rock Springs - Scuffletown - Smith Mills - Spottsville | - Tunnel Hill - Weaverton - Wilson - Zion |

## Gliederung
Das Henderson County ist in vier Census County Divisions (CCD) eingeteilt:
| CCD                         | Einwohner 2010 | Einwohner 2020 | FIPS     |
| --------------------------- | -------------- | -------------- | -------- |
| Corydon CCD                 | 7314           | 7190           | 21-90848 |
| Hebbardsville - Robards CCD | 4479           | 4393           | 21-91672 |
| Henderson CCD               | 21.833         | 21.040         | 21-91704 |
| Spottsville CCD             | 12.624         | 12.170         | 21-93320 |